# Hotel de Mar
L'Hotel de Mar és un hotel situat a la localitat calvianera d'Illetes obra de l'arquitecte català Josep Antoni Coderch. Està situat a escassos metres de vorera de mar, a prop dels apartaments Roca Marina, i té vistes a tota la zona de Cala Major i Sant Agustí fins a la Punta de Sant Carles. La seva volumetria i color fan que generi un fort impacte en el territori, que li ha valgut noms com els de sa Capsa de Xocolata o s'Hotel Xocolata.
Està situat al Passeig d'Illetes, perpendicular a la carretera d'Andratx, just a sobre de la Punta de la Grava i adjacent al Caló de les Gerres. Fou bastit per iniciativa de la família Buades, accionistes principals d'una cadena d'hotels de començament de boom turístic, just en el moment en què l'illa començava a ser aclaparada per la construcció de la gran infraestructura turística que arribà a assolir. El projecte fou encarregat a Josep Antoni Coderch; les obres començaren l'any 1962 i fou inaugurat el 3 de maig de 1964 de la mà de Manuel Fraga Iribarne, ministre franquista d'Informació i Turisme, car es tractava de l'hotel 1000 de tot l'estat. El 1969 la llogà Sol Melià per comprar-la definitivament l'any següent, i l'empresa encara en manté la propietat i gestió. Just davant els jardins hi ha la petita platja de la Cova de la Grava, que és de titularitat pública.
L'edifici és un cos gros que s'obre de cara a la mar i dona l'esquena a la muntanya, façana en la qual es troben els distribuïdors. S'estructura en dos mòduls en forma de L adaptats a la línia de vorera de mar, el més alt dels quals, destinat a les habitacions, té set plantes d'alt. L'aparença característica la hi donen les rajoles de color de xocolata que cobreixen tota la façana i les fustes para-sols dels balcons. Els jardins s'adapten al terreny i conserven la vegetació original autòctona de pins i mates, de manera que hom pretenia d'integrar, d'aquesta manera, la construcció en l'entorn.
L'Ajuntament de Calvià hi donà la categoria d'edifici d'interés públic per preservar-ne la integritat estilística tant per dins com per fora, però el 2008 patí una reforma interior que el modificà de cap a peus, i així s'han perdut molts d'elements decoratius originals que eren de gran valor.